# V392 Возничего
V392 Возничего (лат. V392 Aurigae) — одиночная переменная звезда в созвездии Возничего на расстоянии (вычисленном из значения параллакса) приблизительно 4949 световых лет (около 1517 парсеков) от Солнца. Видимая звёздная величина звезды — от +13,8m до +12,4m.

## Характеристики
V392 Возничего — красная пульсирующая полуправильная переменная S-звезда типа SRB (SRB:) спектрального класса S. Эффективная температура — около 3294 K.